# Aduardkapel
De Aduardkapel is een zaal en voormalige stijlkamer in het Rijksmuseumgebouw  gebaseerd op het interieur van de Abdijkerk in Aduard.

## Ontstaan
De stijlkamer is in 1885 door Pierre Cuypers in 1885 ingericht. In die tijd had de abdijkerk nog een verlaagd plafond en de muren waren gestuct. Hierdoor was Cuypers genoodzaakt een aantal onderdelen te interpreteren aan de hand van muurdelen in een onderwijzerswoning die als bovenverdieping gebouwd was. De verdere invulling van de zaal is gedaan aan de hand van andere kerkelijk voorbeelden.

## Interieur
De geschilderde apostelen en heilige zijn geïnspireerd op de Michaeliskirche in Hildesheim in Duitsland en de Sint-Gereonskerk in Keulen. De vloer, tegenwoordig bedekt met parket, is van een klooster in Grasse in Frankrijk. De gebrandschilderde ramen zijn gebaseerd op een tegelpatroon uit de abdij van Cîteaux. Een glas-in-loodraam (het Mauritsraam, oorspronkelijk afkomstig uit het Brabantse Kruisherenklooster) is begin jaren negentig geplaatst in een van de vensters.
Het tongewelf is afgeleid van de kloosterkerk Saint-Martin-des-Champs in Parijs (tegenwoordig het Musée des arts et métiers). De sterren op het plafond vormden de inspiratie voor het kunstwerk van Richard Wright op het plafond in de zaal naast de nachtwachtzaal.

## Gebruik
De Aduardkapel was van 1990 tot 2003 in gebruik als ontvangstruimte. Sinds de renovatie van het Rijksmuseumgebouw in 2013 maakt de kapel deel uit van de tentoonstellingsruimte. De wanden zijn aan het zicht onttrokken door voorzetwanden.

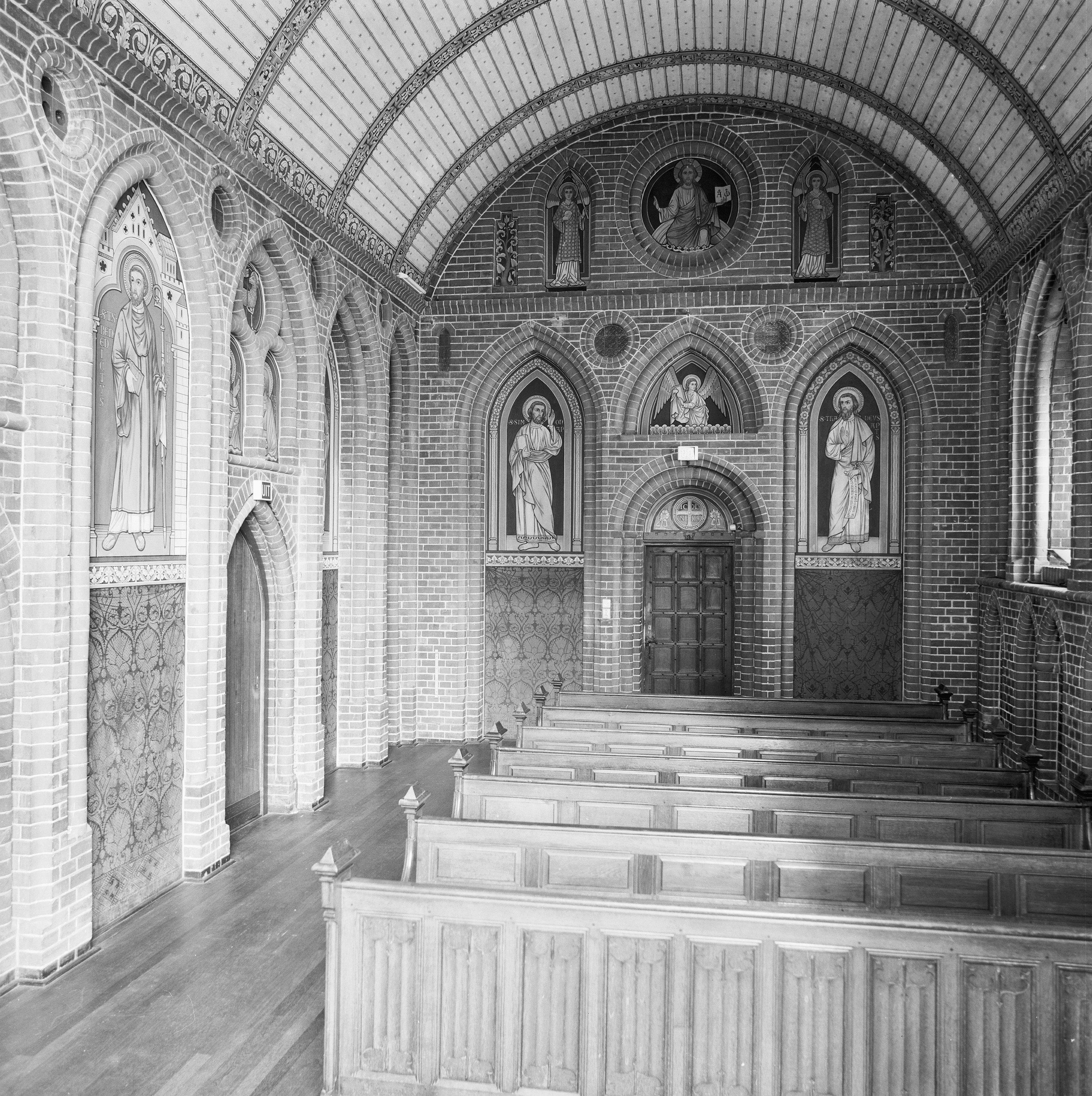
Aduardkapel in het Rijksmuseum in 1978
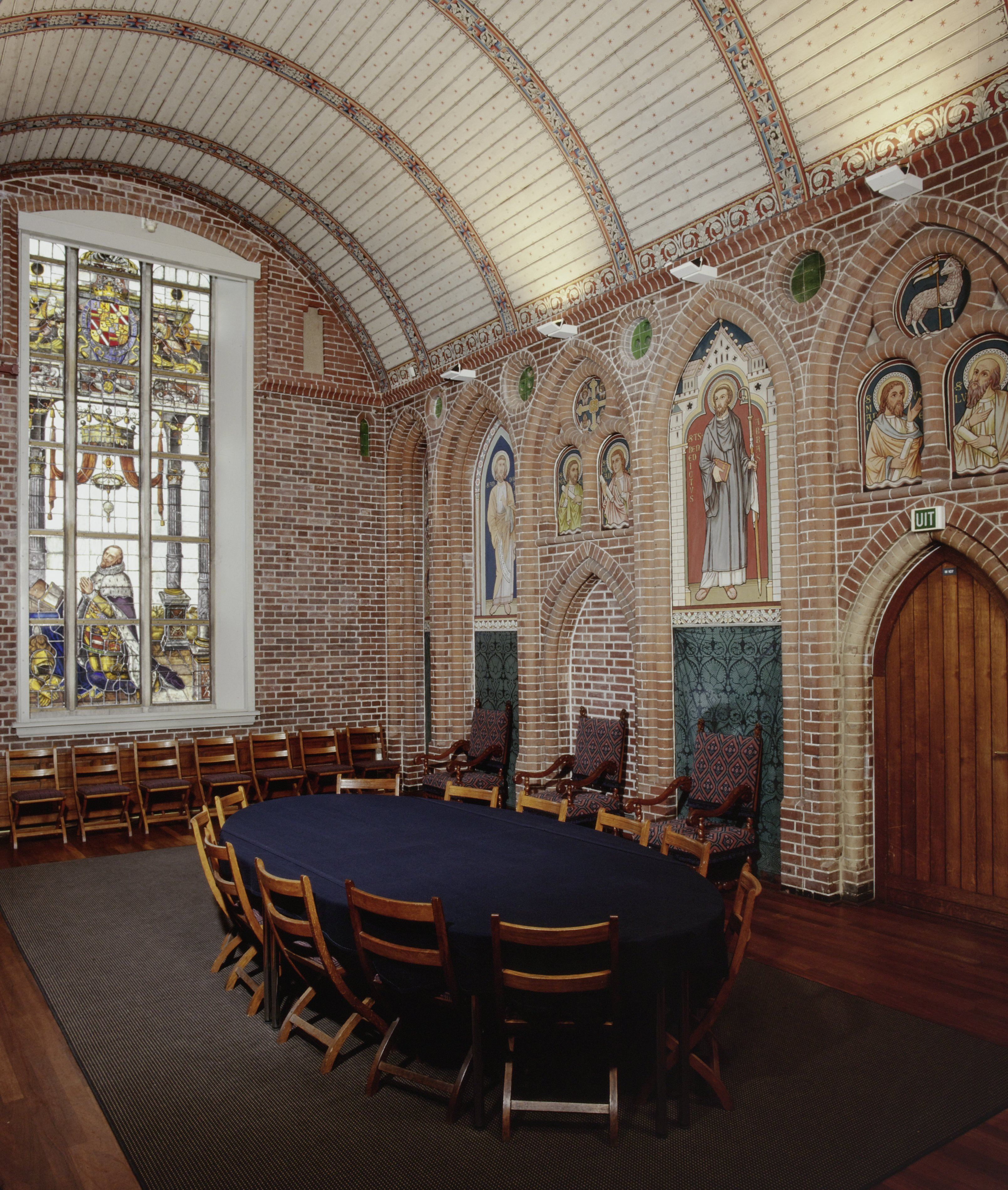
Aduardkapel in gebruik als ontvangstruimte in 1999
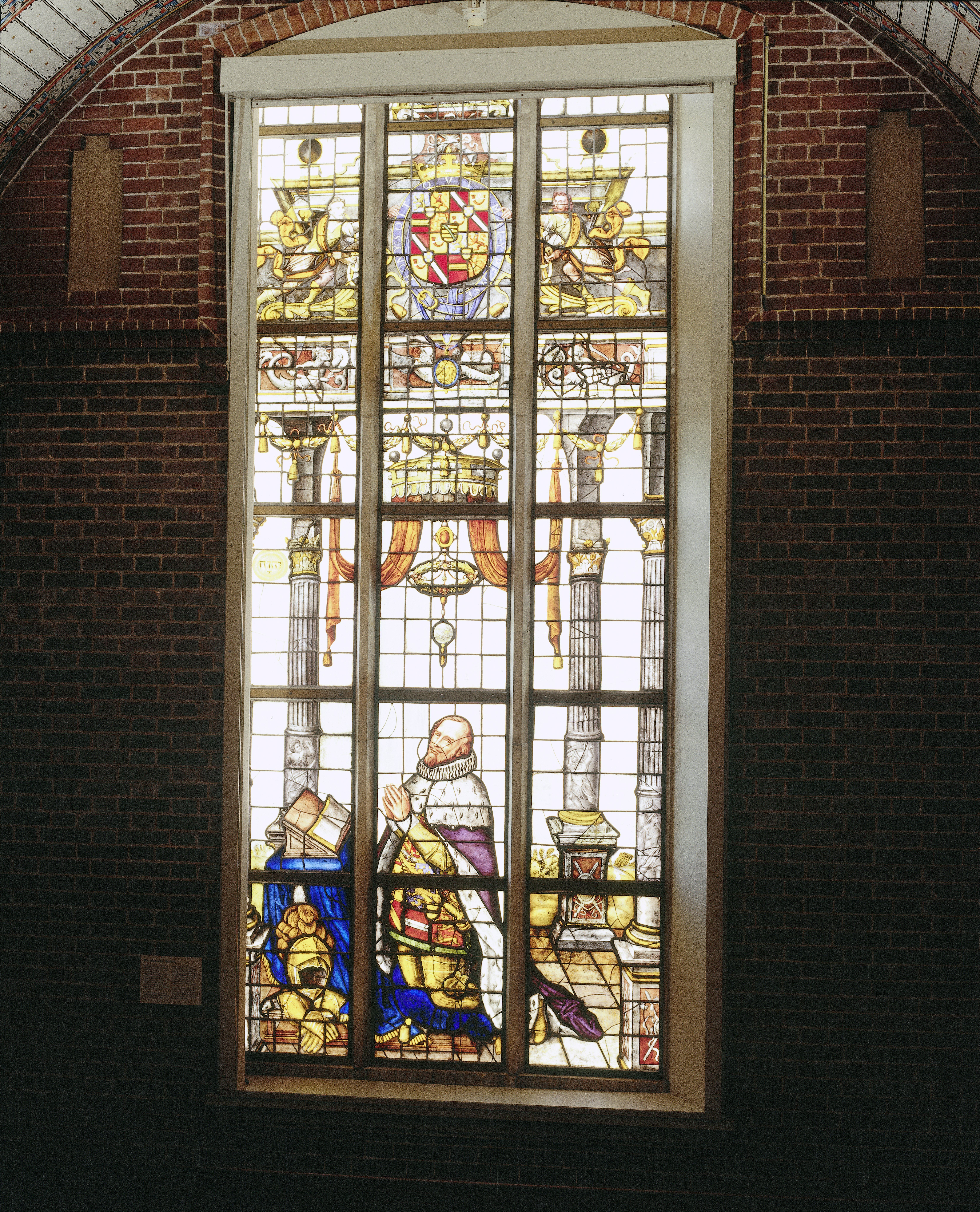
Het Mauritsraam
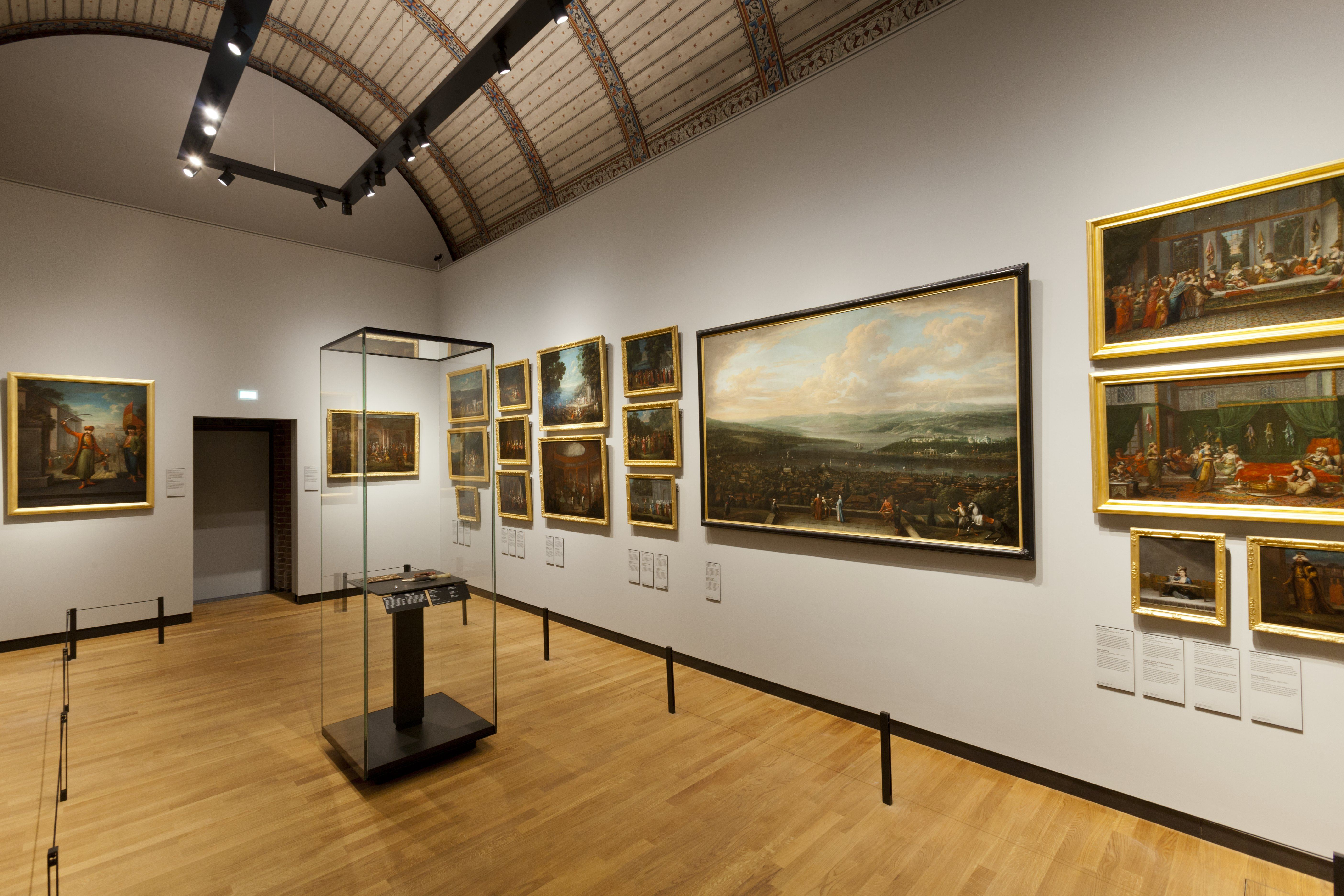
Aduardkapel in 2013, voorzien van voorzetwanden
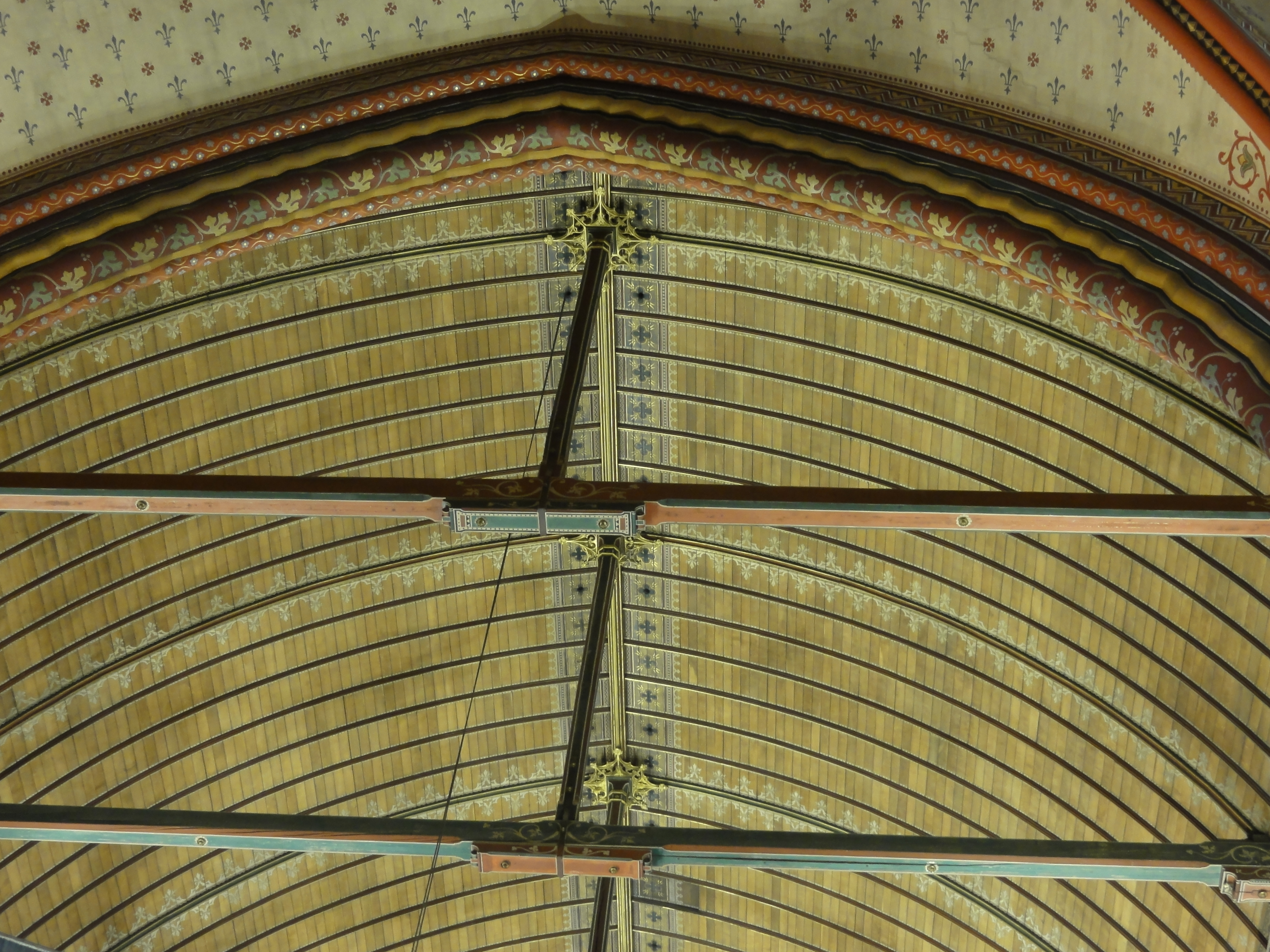
Het plafond van de kloosterkerk Saint-Martin-des-Champs dat als voorbeeld diende
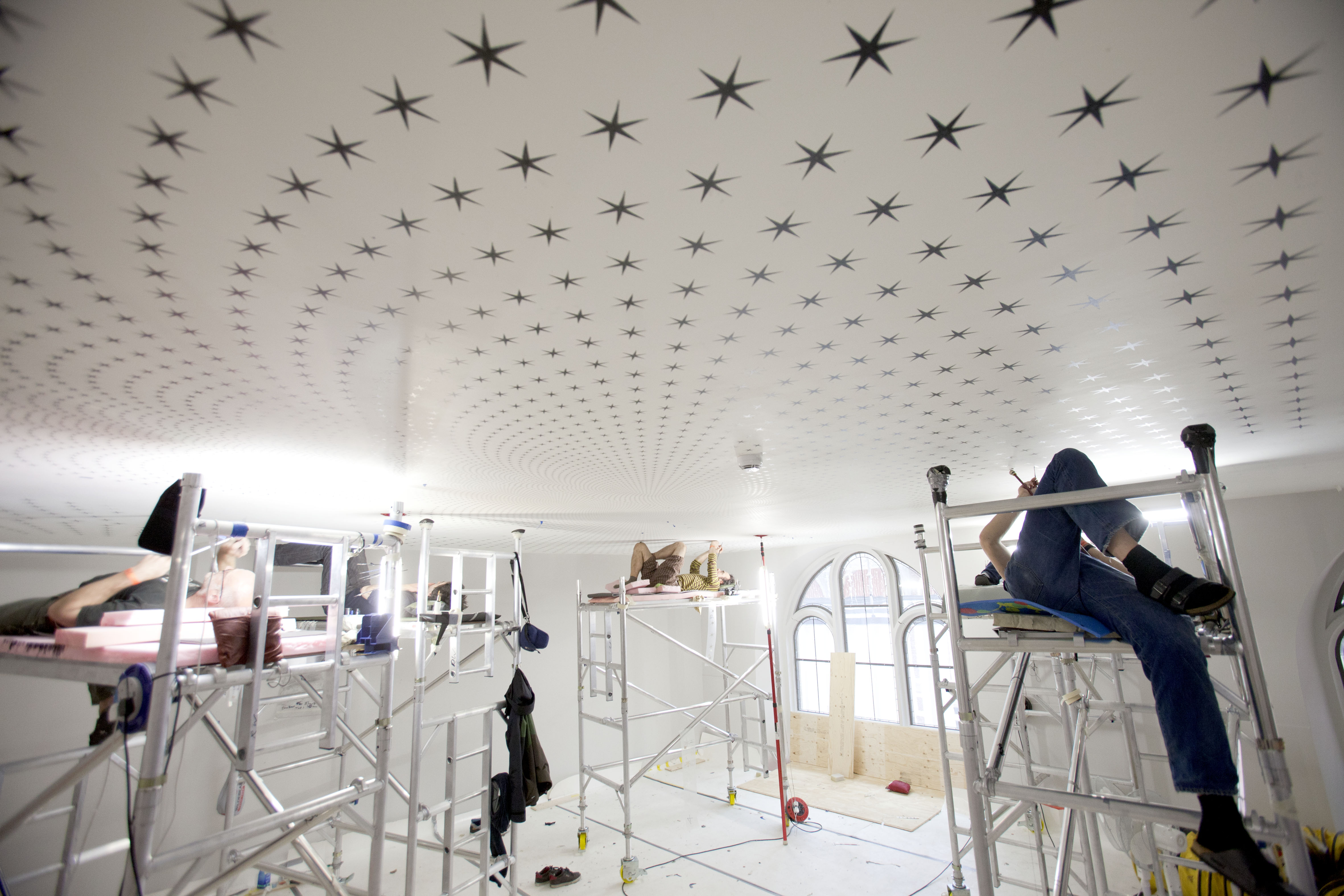
De sterrenhemel van Richard Wright, geïnspireerd op de Aduardkapel